# Nicholas Hytner
Sir Nicholas Robert Hytner (ur. 7 maja 1956 w Manchesterze) – brytyjski reżyser, producent filmowy i teatralny. W latach 2003–2015 był dyrektorem artystycznym londyńskiego Królewskiego Teatru Narodowego. Laureat nagród BAFTA i Tony. Przedstawienia reżyserowane przez niego wystawiane są na scenach najpopularniejszych europejskich i amerykańskich teatrów oraz oper.

## Życiorys
Urodził się na przedmieściach Manchesteru w rodzinie żydowskiej jako najstarsze z czworga dzieci Joyce Anity (z domu Myers) i Beneta Hytnera, adwokata. Po ukończeniu Manchester Grammar School, studiował w Trinity Hall w Cambridge. Po raz pierwszy zainteresował się teatrem, występując w produkcjach gimnazjalnych, a w Cambridge wyreżyserował sztuki Bertolta Brechta i zaangażował się w Cambridge Footlights Revue w Footlights. 
Po Cambridge asystował przy produkcjach w English National Opera i pracował w teatrach prowincjonalnych. Wśród tych teatrów był Royal Exchange Theatre w Manchesterze, gdzie w latach 1985–1998 był zastępcą dyrektora. W 1989 Hytner rozpoczął współpracę z Królewskim Teatrem Narodowym, reżyserując swój pierwszy przebój muzyczny Miss Saigon z czasów wojny wietnamskiej. W latach 1990–1997 był dyrektorem stowarzyszonym w Królewskim Teatrze Narodowym.
Po raz pierwszy zdobył międzynarodowe uznanie za ekranizację Szaleństwo króla Jerzego (1994). Niezwykle udany musical Carousel (1992), na Broadwayu w 1994 zdobył pięć nagród Tony, a wśród nich za najlepszą nową adaptację musicalu, dla najlepszej aktorki drugoplanowej w musicalu (Audra McDonald), za najlepszą choreografię (Kenneth MacMillan), za najlepszą scenografię w musicalu (Bob Crowley) i dla najlepszego reżysera.
Hytner wyreżyserował także produkcje telewizyjne i takie firmy, jak Royal Shakespeare Company i English National Opera. W jego dorobku filmowym znalazł się dramat kostiumowy Czarownice z Salem (The Crucible, 1996), komediodramat Moja miłość (The Object of My Affection, 1998) i dramat muzyczny Światła sceny (Center Stage, 2000). 
W 1999 wyreżyserował komediodramat Dama w vanie (The Lady in the Van) na podstawie Alana Bennetta z Maggie Smith w roli tytułowej.

## Życie prywatne
W mediach zdeklarował się jako homoseksualista. 